# Informatique durable
L'informatique durable,, l'informatique verte,, le numérique éco-responsable,,, la sobriété numérique, ou encore le green IT (appellation officielle en français : éco-TIC) est une démarche qui vise à réduire l'impact environnemental du numérique par une approche responsable de l’utilisation des outils numériques pour contribuer à la préservation de l’environnement et à une utilisation durable des ressources. Dans une approche de développement durable, elle induit également les impacts sociaux et économiques du numérique.
Dans le cycle de vie des appareils numériques les phases de fabrication (écoconception de produits, de services numériques ou de systèmes d’information), de distribution et de gestion de fin de vie constituent la majorité de l'impact environnemental du numérique, la phase d'usage en est son complément pour en comprendre l'ensemble.
A partir d'une stratégie et volonté politique globale définies dans les objectifs environnementaux des accords de Paris, la sobriété numérique peut être recherchée au niveau de chaque entreprise, collectivité, organisation et ménage en mettant en œuvre des mesures et actions volontaires.

## Terminologie
Sobriété numérique
L'expression « sobriété numérique » a été définie en 2008 par l'association GreenIT.fr pour désigner « la démarche qui consiste à concevoir des services numériques plus sobres et à modérer ses usages numériques quotidiens »,. Selon le Ministère de la transition écologique et l' ADEME, « La sobriété numérique est un ensemble de pratiques visant à réduire l’impact environnemental du numérique en limitant la consommation d’énergie, en favorisant l’utilisation d’appareils électroniques durables et en adoptant une utilisation raisonnée des technologies de l’information et de la communication. Il s’agit d’une approche responsable de l’utilisation des outils numériques pour contribuer à la préservation de l’environnement et à une utilisation durable des ressources. ».
Éco-TIC et Green IT
Le Journal officiel français du 12 juillet 2009 donne « éco-TIC » comme abréviation de « écotechniques de l'information et de la communication ». Ces termes sont l'équivalent de l'anglais « Green information technology, Green IT ». Les écotechniques de l'information et de la communication sont des techniques de l'information et de la communication dont la conception ou l'emploi permettent de réduire les effets négatifs de l'activité humaine sur l'environnement. Le Journal officiel précise que « la réduction des effets négatifs de l'activité humaine sur l'environnement tient à la diminution de la consommation d'énergie et des émissions de gaz à effet de serre qui résulte du recours aux écotechniques ou à la conception même de ces techniques, qui s'attache à diminuer les agressions qu'elles pourraient faire subir à l'environnement au cours de leur cycle de vie ».
Numérique responsable
Depuis les années 2020, une appellation qui se développe en France est le « numérique responsable », prenant en compte les trois dimensions du développement durable (People, planet, prosperity) ,.
Double transition
La double transition est l'idée selon laquelle transformation numérique et durabilité environnementale présentent des synergies. Le concept de double transition est promu par l’OCDE en 2010 et une revue de 2024 a confirmé sa pertinence continue. 

## Historique

Logo Energy Star.

### Émergence des préoccupations environnementales en informatique
Les préoccupations environnementales dans le secteur de l'informatique n'ont commencé à apparaître que dans les années 1990 aux États-Unis, avec le programme gouvernemental Energy Star. Plusieurs volets de ce programme concernaient les équipements informatiques : moniteurs, ordinateurs de bureau, ordinateurs portables et tablettes, systèmes informatiques intégrés, serveurs et stations de travail.
Dans les années 2000, d'autres préoccupations sont apparues, comme l'intégration des besoins métier en matière de développement durable dans les systèmes d'information des entreprises (responsabilité sociétale des entreprises), des collectivités locales (agendas 21) et des administrations, à la suite des sommets de la Terre de Rio de Janeiro (1992) et de Johannesbourg (2002). 
L'informatique éco-responsable est une tendance industrielle importante des techniques de l'information et de la communication, avec de très nombreuses recherches menées sur ce sujet. C'est une préoccupation sensible des centres de données, pour qui la facture énergétique augmente fortement (doublé entre 2000 et 2005) avec la forte croissance de la puissance de calcul installée (la plupart des entreprises – IT Google, Apple, etc. – communiquent sur le sujet). L'enjeu est à la fois économique et lié à l'image de ces entreprises.
Ces évolutions ont été favorisées par la sensibilisation de la société civile, en tout premier lieu par les ONG environnementales telles que le WWF et Greenpeace qui établit périodiquement un rapport sur l'impact écologique du secteur informatique.
En France, le gouvernement a produit en décembre 2008 un premier rapport TIC et développement durable, qui se concentre sur les économies d'énergie et l'aptitude au recyclage des équipements informatiques.
En 2009, une loi vise à réduire les impacts environnementaux des centres de données (data centers en anglais) au Royaume-Uni .

### Points de repère chronologiques
- 1992 :
  - Lancement par le gouvernement américain du programme Energy Star, dont l'objectif était d'économiser l'énergie sur les équipements électriques et informatiques.
  - Création de la certification TCO, qui définit les standards pour les émissions d'écrans.
- 1995 : TCO définit les standards en matière d’ergonomie, d’émissions, d’énergie et d’écologie pour les écrans, les claviers et les ordinateurs.
- 1997 : création de la Global Reporting Initiative.
- 1998 : la Convention d'Aarhus définit la notion d'information environnementale.
- 2000 : création du Green Electronic Council qui pilotera, plus tard, l’écolabel EPEAT.
- 2001 : vote de la loi relative aux nouvelles régulations économiques (NRE) en France, dont l'article 116 demande aux entreprises de rendre compte des conséquences environnementales et sociales de leur activité.
- 2002 :
  - Adoption du décret d'application de la loi NRE en France.
  - À la suite de la loi NRE, quelques sociétés de conseil[22], incluent le développement durable dans leur offre.
- 2003 : la directive européenne 2003/4/CE fixe les obligations des collectivités en matière de mise à disposition de l'information environnementale.
- 2004 :
  - Premières réflexions du Cigref sur l'usage des TIC et le développement durable[5] en partenariat avec l'ORSE.
  - En France, lancement de GreenIT.fr sur l'initiative de Frédéric Bordage.
- 2005 :
  - Premier rapport du Green Grid sur la consommation électrique des centres de données et prévision pour 2010.
  - En France, création du groupement de service EcoInfo (CNRS).
- 2006 :
  - Première version de EPEAT. Bien que publié 10 ans après TCO, cet écolabel va s’imposer en quelques années sur certains types d’équipements via les commandes publiques des agences fédérales américaines.
  - Première publication par Greenpeace du Guide to Greener Electronics.
- 2007 :
  - Création de la Climate Savers Computing Initiative dans le monde anglosaxon ;
  - Création du classement Green 500 des 500 superordinateurs mondiaux les plus puissants en fonction de leur efficacité énergétique ;
  - Le Grenelle de l'environnement en France inclut des recommandations sur les économies d'énergie dans la bureautique.
- 2008 :
  - Juin : publication du rapport Smart2020 Enabling the low carbon economy in the information age par The Climate Group ;
  - Décembre : publication du rapport « TIC et développement durable » du gouvernement français[23].
- 2009 : publication du rapport du Cigref intitulé Systèmes d'information éco-responsables : L'usage des TIC au service de l'entreprise durable[5]
- 2011 :
  - Création de l'Alliance Green IT, association loi de 1901 qui regroupe les acteurs français de l'informatique durable ;
  - Sortie du « Guide pour un système d’information éco-responsable » par le WWF / CNRS / GreenIT.fr[6].
- 2012 :
  - Le Green Grid propose trois nouveaux indicateurs environnementaux pour les centres de données[24] ;
  - Publication du Guide sectoriel TNIC par l'Ademe et le Cigref pour faciliter l'évaluation des émissions de gaz à effet des systèmes d'information[25].
- 2014 :
  - En France, création du club Green IT[7] ;
  - En France, création du collectif conception numérique responsable[7].
- 2015 : Appel à engagements pour la convergence entre les transitions écologique et numérique[26] par le Conseil national du numérique.
- 2018 : en France, création de l'Institut du numérique responsable.
- 2020 : le premier Digital Cleanup Day (« jourée de nettoyage numérique ») est organisé. D'abord appelée Cyber World Cleanup Day, cette journée d'action vise à attirer l'attention sur l'empreinte écologique du numérique[27].
- 2021 : adoption de la loi visant à réduire l'empreinte environnementale du numérique en France (REEN).

## Constats, ordres de grandeur
La question de l’impact environnemental du numérique se pose dans le contexte d’accélération du déploiement des usages professionnels et privés.
Selon un rapport de l'association française The Shift Project, le numérique est responsable de 3,7 % des émissions de CO2 mondiales en 2018 et, selon un rapport de GreenIT.fr, de 3,8 % des émissions de gaz à effet de serre mondiales,. En 2021, une étude publiée dans la revue Patterns estime cette part entre 2 et 4 %,. Il contribue de plus à l'épuisement du stock de ressources abiotiques (minerais). En Europe, les émissions du numérique comptent pour 40 % du budget GES soutenable d'un Européen, selon GreenIT.fr en 2021. Ces émissions proviennent pour 54 % de la phase de fabrication des équipements.
En janvier 2022, l'Arcep et l'Ademe notent dans un rapport conjoint que « les réseaux ont une consommation très largement fixe et indépendante du trafic (plutôt fonction du degrés de couverture géographique). L’augmentation du trafic a donc pour effet de baisser l’impact environnemental par Go de données et peut augmenter l’impact environnemental total associé aux réseaux, mais pas de manière proportionnelle. »
En 2025 l'Ademe publie un nouveau rapport sur l’empreinte carbone de l'activité numérique française. Le secteur est responsable pour 4,4 % de l’empreinte carbone nationale, soit « un peu moins que les émissions totales du secteur des poids lourds ». Cette estimation intègre les émissions de centres de données situés à l’étranger, mais « qui hébergent des usages français ».
Selon l'Ademe, rapporté par le site Les Numeriques, « la phase de fabrication, de distribution et de gestion en fin de vie des appareils continue à constituer l’étape la plus polluante dans la vie de nos gadgets. Cette dernière représente 60 % de leurs empreintes carbone totales contre 40 % pour l’usage »
Selon The Shift Project, la « surconsommation numérique » n'est ainsi ni soutenable, ni indispensable à la croissance économique, dont elle est décorrélée, ni compatible avec les engagements internationaux pris par la France et l’Union européenne, en particulier l'accord de Paris sur le climat (2015). L'association préconise donc de limiter les usages du numérique pour en réduire l'empreinte écologique.
En entreprise, l'informatique durable constitue un des aspects de la recherche de sobriété numérique. Les grands fournisseurs de logiciels et de matériels doivent modifier leur approche en matière d'obsolescence programmée. La sobriété numérique concerne la stratégie et les finances de l'entreprise, ce n'est pas qu'un sujet informatique. Les entreprises sont confrontées plus largement à l'essor des technologies dont ils doivent tenir compte pour leurs transformations numériques, essentielles à leur survie, de leurs activités. L’Internet des objets (IoT), la blockchain, l’intelligence artificielle (IA) ou encore le big data s'imposent  dans la société s'opposant aux efforts de sobriété dans l'informatique classique en créant un dilemme pour les entreprises dont  elles tardent à prendre conscience.
La ville intelligente est numérique et connectée. Quantifier l’impact environnemental et sociétal des systèmes numériques mis en place est essentiel. Une vision globale requiert d'évaluer l'ensemble de des impacts positifs et négatifs. La mise à disposition des utilisateurs d'un nouveau système numérique peut faire émerger de nouveaux usages plus gourmands en énergie. Le numérique est aussi un levier environnemental permettant de réduire les émissions de gaz à effet de serre dans le cadre de villes intelligentes en réduisant par exemple le nombre de déplacements inutiles (tournées pour remplir des distributeurs automatiques, vider des bornes de vêtements ou des conteneurs grâce à des capteurs connectés, maintenance à distance...). Il permet de réduire les gaspillages énergétiques en adaptant l'utilisation de l'éclairage et du chauffage selon la présence de personnes[réf. nécessaire].

### Toxicité et éco-toxicité
Les premiers impacts négatifs directs des équipements informatiques surviennent lors de l'extraction des ressources minérales et de la fabrication des composants électroniques qui formeront les ordinateurs, smartphones, écrans, etc. Parmi ces impacts figurent la consommation de terres rares et métaux précieux (épuisement des ressources non renouvelables), et la dispersion dans l'environnement de produits toxiques et/ou écotoxiques.
Dans un second temps adviennent la consommation électrique, puis viennent les effets du traitement des produits informatiques en fin de vie (déchets électroniques). Des émissions de gaz à effet de serre, directes ou indirectes, sont induites à ces trois stades.

### Consommation énergétique
L'informatique au sens large consomme une quantité importante d'énergie électrique et contribue aussi à l'augmentation de l'effet de serre. Dans un article publié en 2018, le Journal du CNRS estime que l'ensemble des techniques numériques (ordinateurs, data centers, réseaux…) consomment 10 % de l'électricité mondiale. 30 % de cette consommation électrique vient des équipements terminaux, 30 % des centres de données et 40 % à la mise en réseaux.
À titre d'exemple, une estimation récente porte à 2 % les émissions mondiales directe des TIC avec au Royaume-Uni près de 10 % de consommation totale d'électricité au Royaume-Uni avec une demande de stockage qui a augmenté de 50 % par an ces dernières années (rapport McKinsey de 2008), plus vite que ne baisse le coût de stockage par unité.
Parallèlement à l'efficacité énergétique des bâtiments et des véhicules, il faut donc aussi améliorer l'efficacité énergétique des ordinateurs personnels, des serveurs et des onduleurs et objets connectés.
Les enjeux financiers de l'informatique éco-responsable sont donc très importants. Par exemple l'objectif d'une consommation électrique réduite de 50 % correspondrait à une économie réelle (ou attendue) du d'environ 5,5 milliards de dollars (et la non-émission de sept millions de tonnes de CO2 en trois ans) selon une enquête faite auprès des membres de l'initiative Climate Savers Computing Initiative (12 % ayant répondu).
Le secteur déploie donc des efforts de communication sur le thème de l'efficacité énergétique des équipements, parfois à la limite de l'écoblanchiment (en anglais greenwashing).
- Un calcul fait en 2009[43] montrait que le seul fait de complètement éteindre les ordinateurs la nuit dans une entreprise possédant 10 000 PC équivalait à une économie annuelle de 260 000 USD et 1 871 tonnes d'émissions de CO2. Les techniques de l'information et de communication (TIC) consomment 13 % de l'électricité en France[45]. Elles sont responsables de 5 % des émissions de CO2 du pays[réf. souhaitée].
- La consommation électrique des micro-ordinateurs augmente de 5 % tous les ans[46].
- L’électricité représente 10 % du budget des DSI (Directions des systèmes d'information)[46].
- La facture électrique des ordinateurs (sur leur durée de vie) est désormais supérieure au coût d’achat[46].
- Entre 2000 et 2005, la consommation électrique des centres d'exploitation a doublé dans le monde[18].

Un rapport de l'Agence internationale de l'énergie, publié le 2 juillet 2014, attire l'attention sur la consommation croissante des appareils de l'économie numérique, ordinateurs, tablettes, smartphones, objets connectés divers : 14 milliards d'appareils connectables en 2013, 50 milliards prévus en 2020, 100 milliards en 2030 et 500 milliards en 2050 ; leur demande d'électricité est passée de 420 TWh/an en 2008 (égale à la consommation d'électricité de la France) à 616 TWh/an en 2013 ; si rien n'est fait pour maîtriser cette demande, elle devrait atteindre 1 140 TWh/an en 2025, plus que la consommation totale réunie du Canada et de l'Allemagne. Or la majeure partie de cette consommation se produit pendant les périodes de « veille » des appareils ; en fait, le terme de « veille » est trompeur, car jusqu'à 80 % de leur consommation sert uniquement à maintenir leur connexion au réseau. L'étude évalue à 60 % les gains de consommation réalisables par l'application des meilleures solutions technologiques disponibles, sans perte de performance ; en particulier, des appareils tels que la télévision ou l'électroménager pourraient très bien réduire leur consommation à des niveaux très faibles en dehors des périodes où ils sont utilisés ; le potentiel d'amélioration de l'efficacité énergétique des appareils électroniques d'ici 2020 est évalué à 600 TWh/an, équivalent à la production de 200 centrales au charbon de taille moyenne. Un grand nombre d'actions peuvent y contribuer, mais en l'absence d'incitation économique forte, l'intervention politique est essentielle ; l'étude inventorie en détail les mesures à prendre.

### Gaspillage de ressources
Le second constat pointe que l'utilisation des capacités installées est rarement optimale car le taux d'utilisation moyenne d'un serveur est < 6 % (pour 30 % des machines installées, < 3 %), mais les chiffres varient : d'autres sources indiquent un taux d'utilisation moyen d'un serveur autour de 20 %, en raison des différences entre types de serveurs : 5 à 10 % sur serveurs Intel, 20 % sous Unix, entre 50 et 60 % sur serveurs IBM et plus de 90 % sur grands systèmes, la moyenne donnant environ 20 %). D'autre part, le taux d'utilisation d'un centre d'exploitation est en moyenne à 56 % de son potentiel.

### Création de déchets
Le troisième constat est que l'informatique génère une quantité importante de déchets d'équipements électriques et électroniques (DEEE) toxiques chaque année :
- 53,6 millions de tonnes au niveau mondial en 2019, soit une augmentation de 21 % par rapport à 2014[50] ;
- En France, 617 000 tonnes de DEEE ont été traitées en 2015, en augmentation de 18,1 % par rapport à 2014, avec un taux de recyclage de 80 %[51].

## Mise en œuvre
La mise en œuvre pratique d'une démarche d'informatique éco-responsable passe par plusieurs étapes :
- comprendre et mesurer des phénomènes physiques à l’œuvre dans les systèmes informatiques (fonctionnement, systèmes de veille…) ;
- étudier les phénomènes d'obsolescence propres au domaine de l'informatique et des objets connectés ;
- corréler les consommations d'énergie avec des scénarios d'utilisation opérationnelle des équipements ;
- produire des équipements éco-conçus et évaluer leurs performances réelles.

Pour pouvoir comparer et reproduire ces mesures, elles doivent reposer sur un modèle partagé et si possible normalisé (on a d'abord comparé les spécifications techniques de consommation émanant des fournisseurs équipements, mais outre que les données techniques et les contextes d'emploi utilisés pour obtenir ces chiffres différaient d'un constructeur à l'autre, certains biais pouvaient parfois être introduits pour des raisons commerciales. De plus les conditions d'usage d'un matériel peuvent aussi modifier sa consommation d'énergie et son bilan énergétique et environnemental).

### Stratégies, mesures et actions
L'Etat français se mobilise dans sa stratégie pour accélérer et accompagner la sobriété numérique par le programme Alt Impact porté par l’Ademe, le CNRS et l’INRIA, et financé par les Certificat d'économies d'énergie (CEE).
Le 4 octobre 2018, l'association française The Shift Project reprend la notion de sobriété numérique dans son rapport Lean ICT : Pour une sobriété numérique. The Shift Project promeut une politique de sobriété numérique compatible avec ce que l'on appelle en France la transformation numérique, visant en particulier à éviter que l'empreinte carbone du secteur informatique, responsable selon ses estimations à 3,7 % des émissions mondiales de CO2 en 2018, ne diverge pas,,. L'association recommande notamment de développer une pédagogie de la prise de conscience de l’impact environnemental du numérique ; d'adopter le concept de sobriété numérique comme principe d’action de la transformation numérique, notamment en matière d’usage de la vidéo, de contrôle des copies numériques, de renouvellement des équipements d’infrastructure et des terminaux, et de prise en compte du bilan carbone des projets numériques parmi les critères d’arbitrage ; ainsi que d'intégrer des critères énergétiques et environnementaux dans les appels d’offres des grands donneurs d’ordre.
Le 11 juillet 2019, l'association française The Shift Project publie un rapport sur la sobriété numérique centré sur le streaming vidéo, intitulé Climat : l'insoutenable usage de la vidéo en ligne. La même année, Frédéric Bordage estime que la sobriété numérique est nécessaire afin de réduire l'empreinte écologique. Il prône notamment le recours à la « low-tech » et la limitation des vidéos en streaming. Son collectif GreenIT.fr publie également un rapport intitulé Empreinte environnementale du numérique mondial.
Le 16 janvier 2020, The Shift Project publie un rapport intermédiaire intitulé Déployer la sobriété numérique. Quelques mois plus tard, George Kamiya, expert de l'Agence internationale de l'énergie, conteste les chiffres de The Shift Projet sur l'impact environnemental du streaming vidéo. Le 15 juin 2020, The Shift Project reconnaît ses erreurs dans le calcul de l'impact du streaming vidéo, sans conséquence sur les résultats publiés dans ses rapports. Le 15 octobre 2020, The Shift Project publie son troisième rapport, intitulé Déployer la sobriété numérique.
L'entreprise de conseil Livosphere préconise quant à elle, en décembre 2020, une stratégie pour les entreprises centrée sur deux axes. Le premier axe consiste à mesurer son impact, en le mesurant grâce à des outils intégrés et accessibles aux salariés, et en se fixant des objectifs, qui s'appliquent en particulier aux achats et aux fournisseurs. Le second axe consiste à réduire son impact numérique en prolongeant la durée de vie du matériel, ce qui implique parfois de différer les mises à jour logicielles, à augmenter l'efficacité des serveurs de données (leur indicateur d'efficacité énergétique), à adopter la norme européenne ETSI TS 105 174-2[réf. à confirmer] sur le data centre energy management (DCEM) qui en corrige les défauts, à intégrer la production électrique renouvelable et la production d'énergie réutilisée, dont la chaleur par cogénération, ainsi qu'à réduire le stockage par des techniques de suppression, déduplication ou compression automatisée de fichiers et données.
Concernant les entreprises mettant en œuvre l'intelligence artificielle pour plusieurs applications spécifiques, l'apprentissage par transfert évite d'entraîner à de nombreuses reprises des modèles de réseaux neuronaux ayant de larges jeux de données communs très consommateurs en énergie. L'entraînement d'un réseau neuronal générique si possible open source, affiné par de petits entraînements spécifiques, permet de réduire fortement la consommation énergétique et donc les émissions de CO2, en mutualisant une partie des apprentissages.
Cinq principes peuvent structurer la stratégie de sobriété en collectivité : penser l'usage par une approche globale, mesurer l’empreinte écologique de son système d’information, formaliser des objectifs de sobriété au plus haut niveau de l'organisation, sensibilisez les agents de la collectivité, Intégrer des contraintes de sobriété énergétique et matérielle dans les politiques d’achats publics informatiques. Cette stratégie peut s'appuyer sur plusieurs leviers, mettre en place des mesures opérationnelles des gains effectifs, allonger la durée de vie des équipements professionnels, augmenter la part de  téléphones mobiles « pro-perso » par les doubles carte SIM, partager les  documents bureautiques sur un même référentiel.
Pour l'ensemble de la population, le rapport Empreinte environnementale du numérique mondial, publié par GreenIT.fr en octobre 2019, préconise quatre principales mesures de réduction de l'empreinte environnementale du numérique :
- réduire le nombre d’objets connectés, en favorisant leur mutualisation et leur substitution, par l'ouverture de leurs APIs ;
- réduire le nombre d’écrans, en les remplaçant par d’autres dispositifs d’affichage : lunettes de réalité augmentée / virtuelle, vidéo projecteurs LED, etc. ;
- augmenter la durée de vie des équipements, en allongeant la durée de garantie légale, en favorisant le réemploi et en luttant contre certaines formules d’abonnement ;
- réduire les besoins des services numériques et promouvoir leur écoconception.

## Normes, labels et indicateurs
L'éco-conception informatique vise à rendre le cycle de processus de fabrication, utilisation et recyclage ou destruction moins toxique et plus sobre en énergie. Cela passe notamment par des normes de management environnemental (ex. : EN/ISO ou EMAS) et les initiatives éco-responsables de certains secteurs industriels ou entreprises (ex. : projet Climate Savers Computing Initiative ou CSCI, qui a ensuite rejoint le Green Grid, ou encore en France le plan de cinq ans lancé fin 2014 par l’ITU (Union internationale des télécommunications ou International telecommunication Union) de réduction avant 2020 de 50 % de la quantité de déchets d’équipements électriques et électroniques et d'autant (30 %) les émissions de gaz à effet de serre associés au secteur des télécoms.
L'indicateur d'efficacité énergétique (en anglais Power Usage Effectiveness ou PUE) d'un centre d'exploitation est le ratio de l'énergie totale consommée par le centre d'exploitation divisé par l'énergie effectivement utilisée par les équipements informatiques. En 2010, le PUE moyen d'un centre de données Tier-3 est compris entre 2,5 et 2,7 selon l'échelle-écologie (green grid). Mais certains acteurs parviennent à descendre en dessous de 1,3 pour des centres de données Tier-1.
En 2011, le centre d'exploitation le plus performant au monde était le HP EcoPOD, avec un PUE de 1,05.
En France, l'Afnor a publié un document prénormatif regroupant une quarantaine d'indicateurs Green IT. La plupart sont issus du consortium The Green Grid (pour les centres informatiques).

## Mauvaises hypothèses sur le rôle des TIC pour l'environnement
Par rapport à ces différents risques de confusion, Florence Rodhain et Bernard Fallery, professeurs de l'université de Montpellier, ont relevé cinq mauvaises hypothèses sur le rôle des TIC pour l'environnement.

### «Zéro papier» (ou dématérialisation)

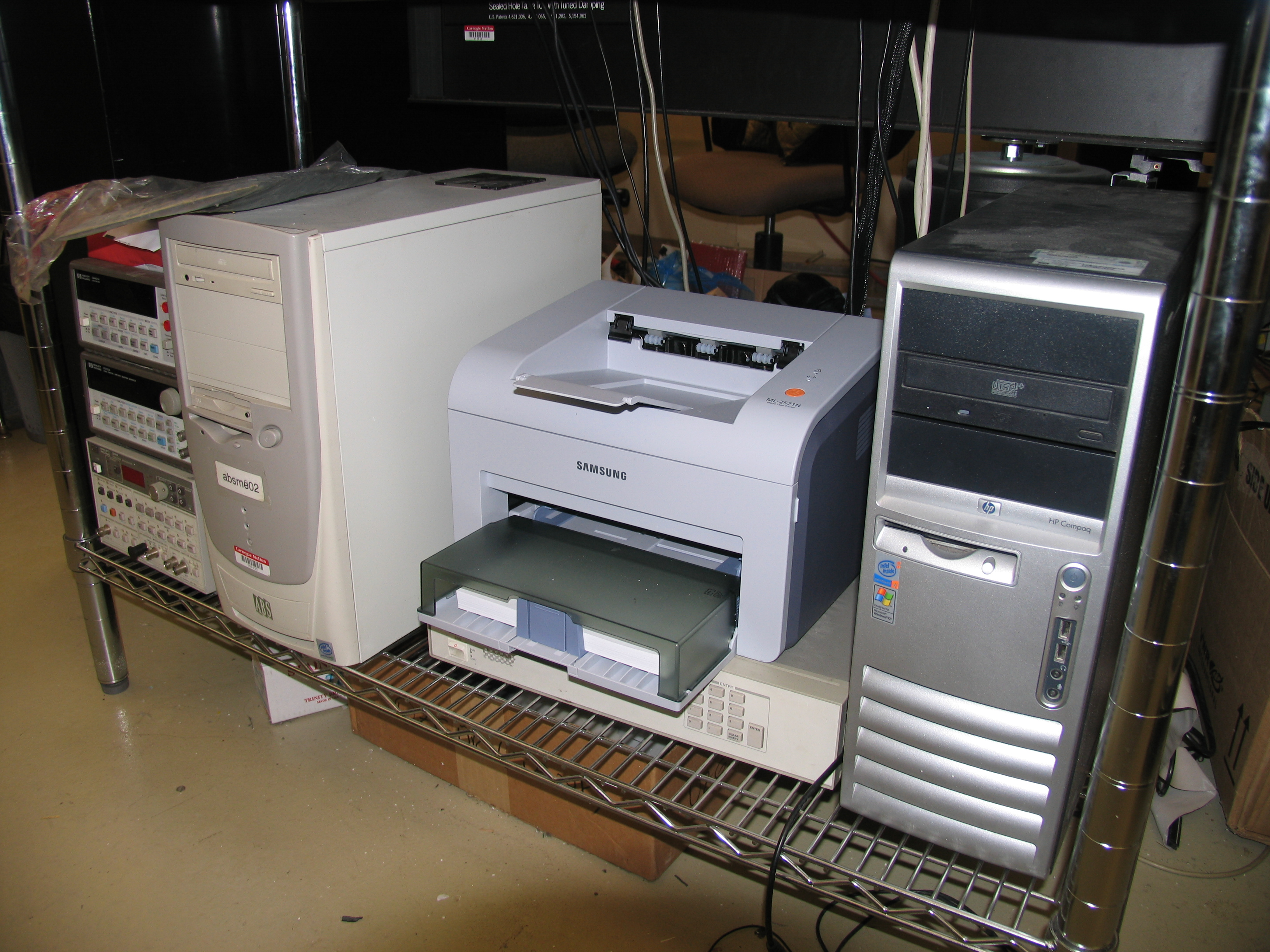
Imprimante

La première des mauvaises hypothèses est le mythe du « zéro papier », apparu dans les années 1980 au sujet de l'informatique, et remis au goût du jour sous l'appellation de « dématérialisation ».
On a souvent cru que l'informatique allait supprimer le papier. En réalité, les données agrégées montrent plutôt l'inverse. Ainsi, les statistiques disponibles mettent en évidence une augmentation de 24 % de la consommation de papier dans les pays développés entre 1988 et 1998, alors que dans la même période les capacités de stockage d'informations sous forme électronique se développaient considérablement.
Suren Erkman souligne en outre : « selon les prophètes de la soi-disant société postindustrielle, les ordinateurs étaient censés reléguer le papier au rang de curiosité historique. C’est exactement l’inverse qui s’est produit : aux États-Unis, la consommation annuelle de papier est passée de 7 à 22 millions de tonnes entre 1956 et 1986. ».
Dans les faits, la dématérialisation des documents simplifie leur manipulation… et leur re-matérialisation sous la forme d'impressions bureautiques. On assiste donc à un effet rebond important puisque le document papier n'est pas « dématérialisé » mais « transféré » ou « créé » sur un support informatique (disque dur). Or, contrairement au papier pour lequel le support se suffit à lui-même, pour accéder à un document « dématérialisé », il faut disposer d'un équipement informatique complet : ordinateur, écran, clavier, etc.
Il existe bien certains effets de substitution des T.I.C. au papier, comme le souligne Patricia Moktharian, lorsque par exemple les documents sont envoyés par courriel comme c'est maintenant l'usage courant, plutôt qu'en utilisant le courrier traditionnel qui nécessite l'impression et la photocopie. Cependant, ces effets de substitution sont marginaux par rapport aux possibilités d'impression accrues facilitées par l'usage des T.I.C., lorsque par exemple celles-ci permettent l'accès à des milliards de documents sur internet.
Par ailleurs, selon une étude menée par Ipsos Global en avril 2005, une page sur six imprimées sur le lieu de travail n'est jamais utilisée. 43 % des Français imprimeraient jusqu'à 50 pages par jour, 20 % avoueraient imprimer la totalité des documents qu'ils reçoivent, et 38 % imprimeraient la totalité des courriels qu'ils reçoivent afin de les lire sur support papier.

### Substitution pour les déplacements

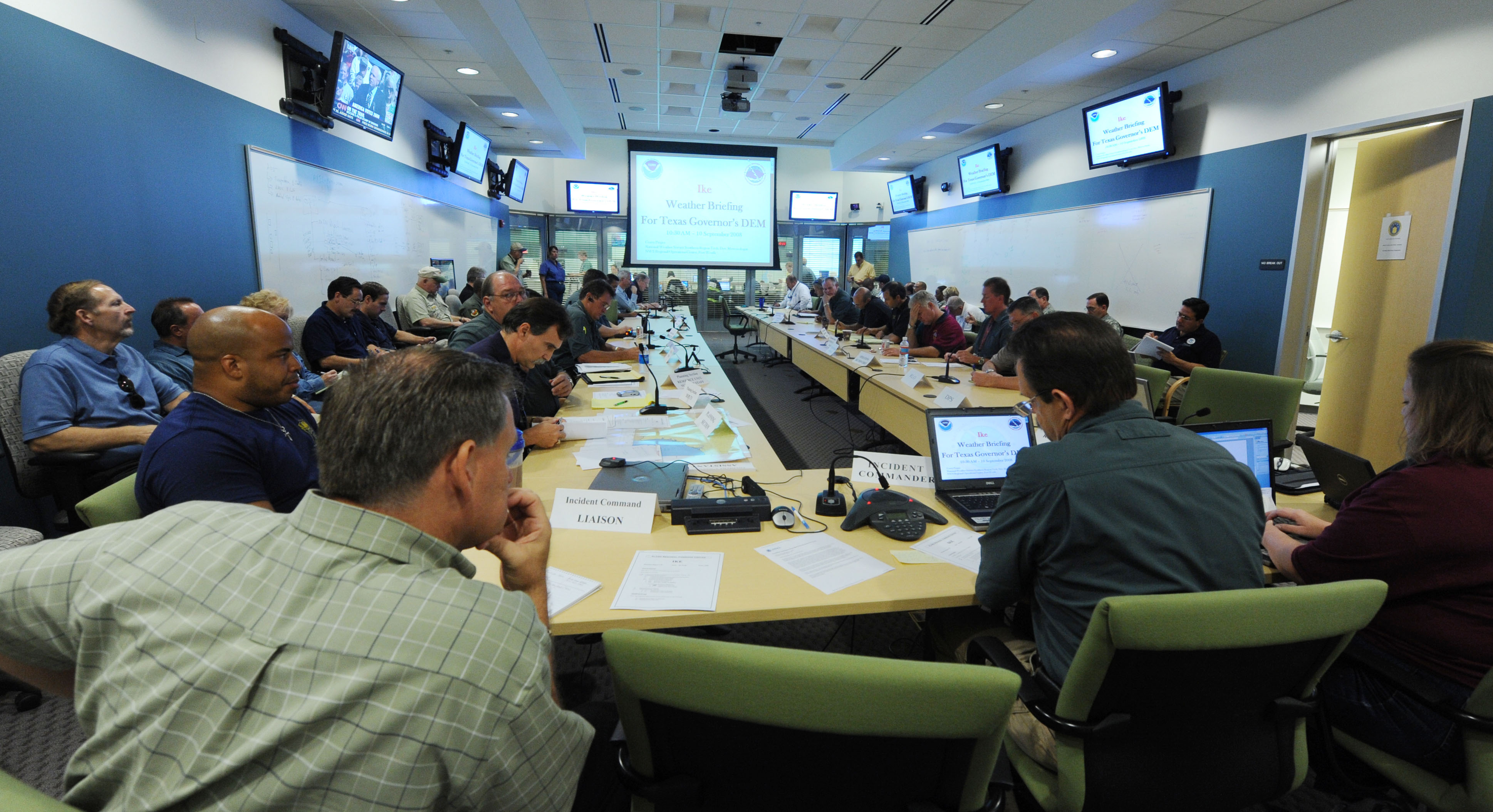
Téléconférence au Texas

Patricia Moktharian rappelle que de tout temps, l'apparition de nouveaux moyens de télécommunications a suscité l'idée qu'ils allaient se substituer aux transports. Par exemple, après l'invention du téléphone en 1876, on a rapidement avancé l'idée que cet outil allait soulager les dirigeants en leur évitant les déplacements. Dans un passé récent, on a pu constater que le nombre d'appels téléphoniques n'a cessé de s'accroître, alors que le transport aérien se développait à peu près au même rythme.
Certaines études sur l'impact des télécommunications sur les voyages ont montré un effet de substitution des télécommunications aux voyages, mais Patricia Moktharian a montré que ces études, limitées au court terme et se focalisant sur une seule application, passent à côté d'effets indirects à long terme, que l'on retrouve dans les études de type holistique. Ainsi, entre 1990 et 1995, on a constaté une augmentation de 11 % des kilomètres parcourus par un individu, alors que dans la même période le développement de nouveaux moyens de télécommunication est important.
Il existe au contraire des effets de complémentarité, lorsque l’utilisation d’un moyen de communication conduit à accroître un mode de transport. Comme exemple de complémentarité, on trouve le fait qu’un mode de communication électronique est utilisé pour accroître un mode de transport physique. C’est ainsi que l'une des utilisations les plus courantes des téléphones mobiles consiste à planifier ou modifier des entrevues.
Même dans le cas du télétravail, l'effet de substitution est difficile à prouver. En outre de manière générale, selon Harvey & Taylor (2000) « Il y a une tendance pour les personnes à faible interaction sociale à voyager plus », et soulignent ces auteurs, les personnes travaillant à domicile ont moins d'interactions avec les autres.
À ces considérations s'ajoute le fait que l'usage des techniques de l'information et de la communication n'a pas ralenti l'augmentation continue des flux physiques observée depuis deux siècles, comme le montre une étude d'Arnolf Grübler (voir ci-dessous).

### Effet du commerce électronique sur les transports
Il existe très peu d'études sur la comparaison de l'impact environnemental du commerce électronique par rapport au commerce traditionnel.
Selon une étude sur la vente en ligne de livres, aux États-Unis, 73 mégajoules (MJ) par livre sont consommés par le commerce électronique, alors que seulement 53 mégajoules le sont par le commerce traditionnel ; au Japon, dans la ville de Tokyo, le commerce électronique nécessite 9,3 MJ par livre tandis que le commerce traditionnel en consomme 1,6 MJ.
En 2009, la FEVAD a publié une étude sur la réduction de la masse équivalent carbone lors de l'utilisation du commerce électronique. Celle-ci est plus optimiste. « En valeur absolue, l’économie moyenne de CO2 réalisée sur les déplacements s’élève à 2,670 kg équivalent CO2 par livraison ». L'utilisation du commerce électronique à la place du commerce traditionnel permettrait de se rapprocher de l'objectif « facteur 4 » prévu par le Grenelle de l'environnement qui « permet un bon équilibre entre les pays industrialisés et les pays en voie de développement ».
Si le commerce électronique permet d'économiser de l'énergie et de réduire l'empreinte carbone lors de la prise de commande en évitant les déplacements, surtout pour les acheteurs habitant en milieu rural, son impact environnemental est globalement dégradé par le processus logistique, surtout lorsque les livraisons se font à domicile. Une optimisation logistique est donc nécessaire pour réduire l'empreinte carbone, par exemple en regroupant les expéditions dans des Points de dépôt.

### Faible consommation électrique et faible empreinte carbone

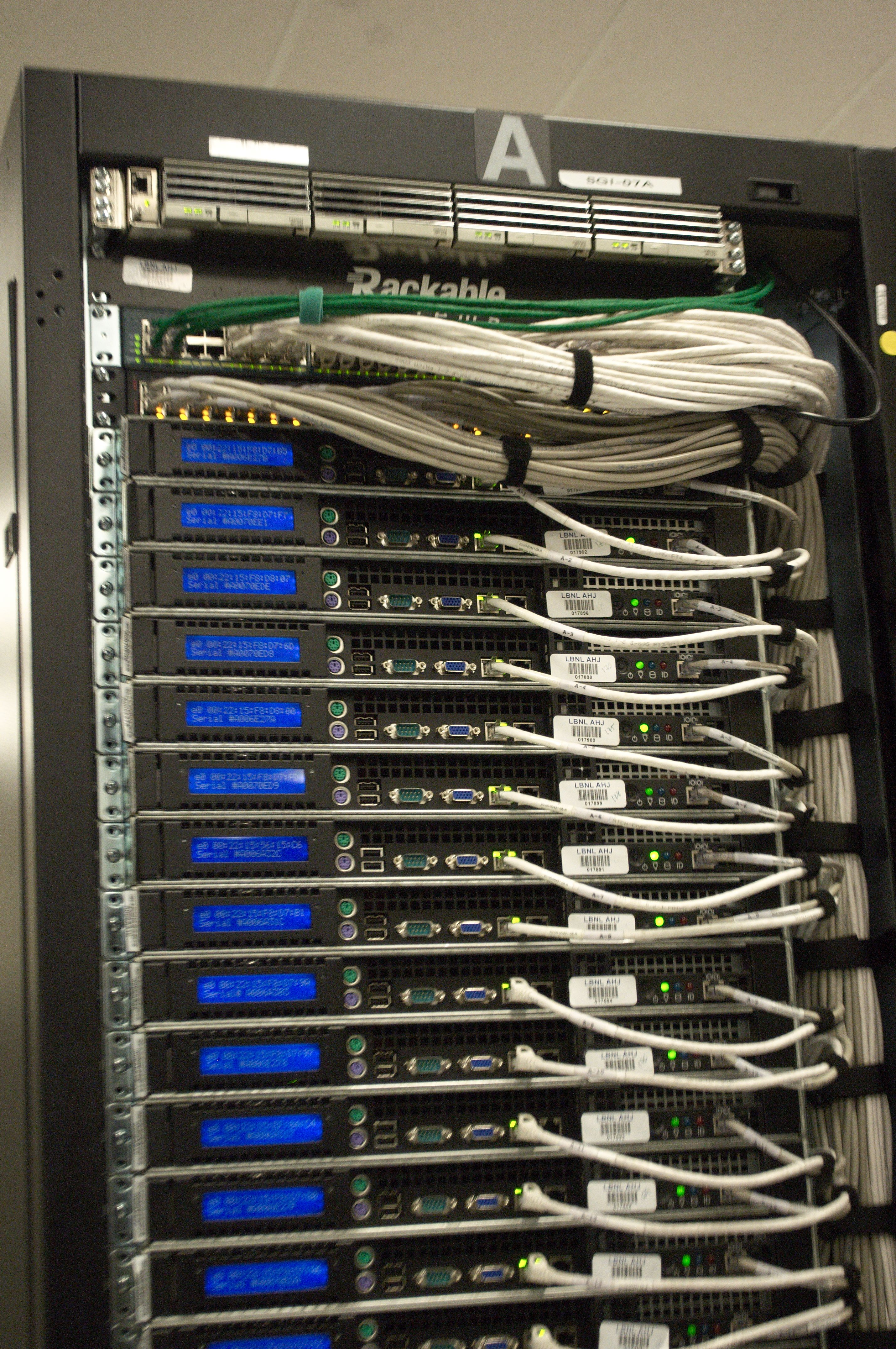
Centre de stockage des données

Les statistiques disponibles pour la France en 2008 montrent que la consommation des TIC représente environ 58,6 TWh, soit 13,5 % de l'électricité et que cette consommation a augmenté d'environ 10 % par an sur les dix dernières années. La consommation se répartit comme suit :
- 22 TWh pour l'informatique (38 % de la consommation des TIC),
- 16,5 TWh pour l'audiovisuel (28 % de la consommation des TIC),
- 20,1 pour les télécommunications et autres matériels électroniques (34 % de la consommation des TIC).

Les serveurs et centres de données consomment 4 TWh, et les postes de travail informatiques professionnels 11 TWh.
La consommation des serveurs et centres de données augmente de 15 à 20 % par an, et représente près du quart des émissions de CO2 générées par l'industrie informatique. Dans le monde, la consommation des serveurs a doublé entre 2000 et 2005.

### Production et déchets des produits «immatériels»
L'apparition de l'expression technologies de l'information et de la communication et de l'expression économie de l'immatériel ont été à peu près simultanées, de sorte que l'informatique a pu apparaître comme une industrie de l'immatériel, du savoir… La prise de conscience de la crise écologique et l'obligation pour les entreprises de rendre compte des conséquences environnementales de leurs activités a mis en évidence les nombreuses externalités liées à l'activité informatique, parmi lesquelles l'accumulation des déchets, qui génère une forte pollution. Dans le cycle de vie d'un équipement informatique, les étapes qui conduisent à une pollution sont dans l'ordre : la production, puis l'utilisation (avec la consommation d'électricité), puis la fin de vie.
Concernant la phase de production, seulement 2 % des matériaux utilisés pour la fabrication des équipements informatiques et de télécommunications se retrouvent dans le produit final, les 98 % restants se transformant en déchets. Un ordinateur contient 1 000 matériaux venant du monde entier, dont du plomb, du cadmium, du baryum, du béryllium. Un ordinateur personnel contient de 1 500 à 2 000 composants qui viennent du monde entier, en général par voie aérienne.
Concernant la fin de vie, 90 % des déchets d'équipements électriques et électroniques sont incinérés ou recouverts sans prétraitement. Selon le magazine Consumer Reports, les Américains ont jeté environ trois millions de tonnes d'objets électroniques en 2003.

## Un problème global

### Corrélation entre flux d'informations et flux physiques
Jean-Marc Jancovici affirme que l'effet premier des techniques de l'information est plutôt d'augmenter la consommation matérielle. Il estime qu'à bien y regarder, un effet d'entraînement est très souvent souhaité. Le but premier de l'activité informatique est ainsi de permettre une augmentation des volumes de biens matériels produits ou consommés, en facilitant l'efficacité commerciale, la gestion de la chaîne logistique pour des gros volumes, la recherche de nouveaux produits, et plus généralement l'accélération de l'activité des entreprises manufacturières. La publicité accompagne les moyens de diffusion de l'information (journaux, télévision, radio, internet) pour inciter à consommer davantage.
Pour démontrer que, depuis un siècle, les flux d'information ne remplacent pas les flux physiques de marchandises, mais que, au contraire, les deux évoluent en parallèle, il s'appuie sur une étude d'Arnulf Grübler, the Rise and Fall of Infrastructures (1990), reprise dans un rapport du Giec de 2001. Ainsi, lorsque la quantité d'informations qui circule augmente, les transports physiques augmentent aussi.
Ainsi, la dématérialisation, souvent présentée comme une solution aux problèmes d'environnement, ne serait pas aussi favorable qu'on le prétend.

### Limites des progrès techniques
Afin de diminuer les ressources utilisées par les ordinateurs, les acteurs de l'informatique invoquent en général plusieurs types de solutions :
- les économies de l'électricité consommée et le recyclage des matières premières employées pour la fabrication des ordinateurs (green IT 1.0),
- l'augmentation du taux d'utilisation des ordinateurs à l'intérieur d'une même organisation (virtualisation)[88],[89],
- le partage de ressources informatiques externes aux organisations, ou informatique dans les nuages (cloud computing en anglais)[90].

Cependant, aucune étude n'a permis de démontrer que le recours à ces mesures permettra de diminuer globalement les ressources consommées par les ordinateurs.
En revanche, on sait depuis le XIXe siècle qu'à mesure que les améliorations techniques augmentent l'efficacité avec laquelle une ressource est employée, la consommation totale de cette ressource peut augmenter au lieu de diminuer. Ce paradoxe, connu sous le nom de paradoxe de Jevons, a été vérifié pour la consommation de carburant des véhicules automobiles. En informatique, certains experts ont montré par exemple que la virtualisation risque de générer un effet rebond. Les mesures souvent invoquées par les acteurs de l'informatique en appui de leur stratégie de développement durable risquent donc de ne pas avoir le résultat escompté.

### Implications en ce qui concerne les modèles informatiques
L'étude de la performance en matière de développement durable en relation avec les modèles informatiques (MERISE, modèles entité-relation, UML, etc.) n'est pas actuellement étudiée dans la littérature ou sur internet. Tout ce que l'on peut dire est que ces modèles gèrent des informations structurées quantitatives, mais s'intéressent peu aux performances qualitatives en matière environnementale et sociale qui sont le plus souvent du domaine de l'information non structurée (textes libres dans des documents, informations éparpillées dans des tableurs…).
Les objectifs en matière de développement durable des entreprises ont un impact sur la stratégie marketing, pas tant dans le domaine de la communication, que de l'étude des opportunités et des menaces engendrées par les besoins des consommateurs et des clients des entreprises, en tenant compte des attentes des parties prenantes. Il s'agit d'une démarche d'intelligence économique, qui consiste à analyser les signaux faibles du marché, qui parviennent le plus souvent en source ouverte par les relations professionnelles et par internet (veille environnementale, sociale et sociétale), puis à structurer ces informations dans des référentiels, qu'il est possible d'analyser selon plusieurs axes d'analyse. La bonne structuration de ces informations consiste alors à définir la sémantique des informations.
Élisabeth Laville, PDG du cabinet Utopies spécialisé dans le conseil en développement durable aux entreprises, souligne que pour prévenir les risques, une seule solution s'offre aux entreprises : adopter une stratégie proactive et développer des outils de veille permettant d'anticiper les contraintes sociales ou environnementales nouvelles. Cela suppose notamment de mettre en place des moteurs de recherche, pour répondre aux besoins de veille, notamment environnementale, sociale, sociétale, ou juridique.
Le modèle d'intelligence économique de l'AFDIE comprend un facteur de perception de l'environnement, qui précise que l'entreprise doit intégrer l'analyse de l'environnement dans la formulation de la stratégie, et élargir l'éventail des veilles spécifiques aux veilles environnementale, juridique, et sociétale.
La réponse aux besoins de veille, donc la prise en compte des risques potentiels associés aux activités des organisations (les menaces dans un modèle de type SWOT), pose la question des modèles de gouvernance. Selon Georges Épinette, administrateur du Cigref, le modèle de gouvernance des systèmes d'information le plus employé dans le monde, CobiT, souffre d'une relative indigence en matière d'alignement stratégique et de gestion des risques.
Pour l'alignement du système d'information, les besoins métiers à prendre en compte dans les systèmes d'information sont la veille, l'innovation, la démarche qualité, l'interaction avec des parties prenantes externes à l'organisation, l'analyse du contexte, et le retour d'expérience. De ce point de vue, le modèle d'analyse décisionnelle des systèmes complexes paraît ouvrir des perspectives très intéressantes.

## Indicateurs et standards en vue de la mesure du développement durables

### Loi NRE (2001)
En France, l'article 116 de la loi NRE (Nouvelles Régulations Économiques) demandait dès 2001 que les sociétés françaises cotées rendent compte dans leur rapport annuel des impacts environnementaux et sociaux de leurs activités. Il demandait de publier des indicateurs environnementaux et sociaux dont la liste était définie par décret d'application.

### Standards de laGlobal Reporting Initiative
Face à la problématique globale du développement durable, la Coalition for Environmentally Responsible Economies (CERES) a défini la Global Reporting Initiative (GRI). Les standards GRI permettent à une organisation de publier des informations relatives à ses impacts les plus significatifs sur l'économie, l'environnement, et la société (les trois piliers du développement durable), incluant ses impacts sur les droits de l'homme, et sur la manière dont elle gère ces impacts.
Dans leur version de 2021, les standards GRI sont structurés en un système de standards reliés entre eux qui sont organisés en trois séries : GRI
Universal Standards, GRI Sector Standards, and GRI Topic Standards .

### Directive relative à la publication d'informations en matière de durabilité par les entreprises (CSRD)
En Union européenne, la directive CSRD établit une obligation pour les plus grandes entreprises de publier des informations en matière de durabilité, selon les critères environnementaux, sociaux et de gouvernance (ESG)[réf. incomplète].

## Application au pilier environnemental du développement durable
Comme on l'a vu, c'est le volet environnemental qui est apparu en premier (programme Energy Star en 1992 aux États-Unis par exemple). Le volet environnemental se décompose en deux phases principales, la première consistant en la contribution directe de l'informatique au respect de l'environnement, la deuxième étant une contribution indirecte, mais qui est certainement à terme beaucoup plus importante.
On parlera ici, conformément à la terminologie officielle recommandée par la Commission générale de terminologie et de néologie en 2009, d'« écotechniques de l'information et de la communication », en abrégé « éco-TIC ».

### Réglementations applicables à l’informatique
L'informatique verte et l’éco-informatique sont des concepts encore jeunes, pour lesquels la réglementation internationale commence à voir le jour depuis quelques années. Les impacts des exigences de développement durable sur l'informatique peuvent porter sur les matériels ou les processus métier, ils existent dans plusieurs normes ou réglementations :
Pour les matériels informatiques :
- La Convention de Bâle, adoptée en 1989 et qui a pour objectifs de contrôler les mouvements des déchets dangereux et d’en réduire la quantité.
- La Convention de Stockholm concerne les polluants organiques persistants (POP) et a pour but de contrôler et réduire voire d’interdire certains produits polluants.
- La directive européenne DEEE (Déchets d'équipements électriques et électroniques) vise la gestion et le traitement des déchets électriques ou électroniques. Elle est à l’origine de l’instauration de l'écotaxe ou écoparticipation payée par le consommateur lors de l’achat de son matériel.
- La directive Européenne RoHS (Restriction of the use of certain Hazardous Substances in electrical and electronic equipment) cherche à limiter l’utilisation de substances dangereuses dans les équipements électriques ou électroniques et obliger les producteurs à réduire l’utilisation de six substances dangereuses (le plomb, le mercure, le cadmium, le chrome hexavalent, les polybromobiphényles, les polybromodiphényléthers).
- La directive européenne « Batteries » vise à augmenter le taux de collecte des piles et batteries en Europe.
- Energy Star est un programme mondial visant à réduire la consommation énergétique des équipements électroniques.

Pour les processus métier
- La norme ISO 14001 concerne le management environnemental dans une organisation. Le respect de la norme relève d’une démarche volontaire.
- Le règlement EMAS (Eco Management and Audit Scheme) est une démarche proche de la norme ISO 14001 puisqu’il s’adresse aux organisations désirant évaluer et/ou améliorer leurs performances environnementales. Par simple déclaration conforme aux critères de l’EMAS, toute organisation déjà certifiée ISO 14001 obtient le certificat EMAS.

### Première phase: contribution directe
Cette première phase est quelquefois appelée par les Américains « Green IT 1.0 » pour le matériel informatique et « Green IT 1.5 » pour les réseaux.
Dans cette première phase, l’idée est d’optimiser les processus techniques existants pour allonger la durée de vie active des équipements et engendrer des économies d’énergie tout en optimisant le système d’information. Les constructeurs informatiques n'ont plus pour objectif premier de respecter la loi de Moore, mais d'augmenter la performance par énergie consommée exprimée en FLOPS par watt. Il existe par exemple une classification des superordinateurs du TOP500 selon ce critère.

#### Green IT 1.0
Le Green IT 1.0 regroupe les matériels, méthodes, logiciels, services et processus informatiques qui contribuent à la réduction de l’impact des TIC et des systèmes d'information sur l’environnement. Il y a la volonté de diminuer l’impact de l’informatique sur l’environnement tout au long du cycle de vie de ces matériels et logiciels. C'est-à-dire, lors de leur utilisation (économies d’énergie) mais aussi lors de sa conception et jusqu’à la gestion de ses déchets et pollutions.
Il existe des sociétés spécialisées dans le recyclage de matériel informatique obsolète, qui le collectent auprès d'entreprises utilisatrices, le reconditionnent, et le revendent à d'autres organismes intéressés.

#### Green IT 1.5
Le Green IT 1.5 correspond aux techniques visant à réduire l’impact de l'organisation de l'entreprise (fonctions de support) sur l’environnement. Ce périmètre regroupe à la fois les techniques visant à réduire les déplacements physiques, par la dématérialisation et l’échange des données informatiques ; et les logiciels permettant de mesurer, simuler, et réduire l'empreinte de l'organisation : comptabilité carbone, logiciels de notation de la performance environnementale des fournisseurs, outil de pilotage et reporting RSE. On parle de Système d'Information Développement Durable (SIDD).

### Deuxième phase: contribution indirecte dans les processus métier
Cette deuxième phase est quelquefois appelée par les Américains « Green IT 2.0 ».

#### Green IT 2.0
Le Green IT 2.0 ou « IT for green » consiste à réduire les GES de l'ensemble de l'organisation par l'emploi de nouvelles techniques informatiques.
Le rapport Smart 2020 montrait qu'il était possible de réduire les émissions de CO2 de l'ensemble de l'économie d'environ 15 % à l'horizon 2020 en agissant sur les technologies de l'information et de la communication. Cet objectif n'a pas été atteint.
À ce stade, les Green IT permettent la réorganisation de l’entité pour aider, à chaque étape du processus métier, de diminuer l’empreinte écologique.

#### Initiatives européennes sur les informations environnementales
Outre l'aspect purement réglementaire, plusieurs directives et projets de l'Union européenne tendent à promouvoir l'usage d'informations environnementales. On notera par exemple :
- la directive INSPIRE (Infrastructure for Spatial Information in the European Community), qui vise à favoriser l'échange des données au sein de l'Union européenne dans le domaine de l'environnement pris dans un sens large ; cette directive introduit notamment l'obligation de fournir des données selon des règles de mise en œuvre communes, et de constituer des catalogues de données sous forme de métadonnées ;
- les projets CORINE et GMES, qui utilisent les données géospatiales, leur traitement, exploitation et interprétation, afin de soutenir, vérifier et évaluer les directives européennes en matière d'environnement.

#### Évaluation environnementale
Pour l'évaluation de la pollution environnementale en général, il existe des logiciels qui permettent d'évaluer différents types de pollutions.
D'autres logiciels permettent de mesurer et suivre dans le temps l'empreinte carbone des entreprises et collectivités : Carbon Emission Management Systems (CEMS). Ces outils sont parfois intégrés dans une suite logicielle plus large baptisée système de management environnemental (SME). Les principaux éditeurs de progiciels de gestion intégrée (PGI ou ERP en anglais) ajoutent des modules qui couvrent ces besoins.
Dans le cas des entreprises industrielles, pour la surveillance environnementale et pour la gestion environnementale des sites industriels, il est nécessaire de modéliser, à l'aide de systèmes d'informations environnementales, les données physiques qui ont fait l'objet d'acquisitions, de mesures, et d'analyses.

#### Achats durables
La logistique et la gestion de la chaîne logistique ont commencé à être étudiées sous l'angle du développement durable depuis les années 2000, et en particulier les achats durables. On voit apparaître depuis la fin des années 2000 des solutions logicielles pour la gestion des achats durables.

## Application au pilier social du développement durable
Les TIC durables peuvent permettre d’améliorer les conditions de vie et de travail en valorisant et en respectant les activités des êtres humains. En l’espèce, les TIC durables ont pour ambition d’assurer un développement de la société sur le long terme qui soit plus équitable.
La fracture numérique est un facteur d'inégalité devant l'accès à la culture. La réduction de la fracture numérique entre pays du Sud et pays du Nord ou à l'intérieur même des pays développés, fait partie des mesures sociales du secteur de l'informatique en matière de développement durable. Il en est de même de la lutte contre l'illectronisme.

### Réduction de la fracture numérique dans le monde (SMSI)
Lors de la première phase du sommet mondial sur la société de l'information (SMSI), qui s'est tenue à Genève, du 10 au 12 décembre 2003, des représentants de 175 pays ont défini un programme visant à réduire la fracture numérique dans le monde, partant du principe que l’accès de tous à l’internet est indispensable. Ils ont adopté dans ce sens la déclaration de principes de Genève et le plan d'action de Genève, sous la forme de mesures concrètes. L'Unesco a aussi proposé une stratégie pour combattre la fracture numérique dans le monde. Selon Dominique Strauss Kahn, la réorganisation du travail qui découle de l'accès aux TIC dans les pays du Sud permet de gagner en productivité. C'est un moyen de codéveloppement.
Lors de la deuxième phase du SMSI, qui s'est tenue à Tunis en 2005, a eu lieu une première évaluation des actions mises en œuvre depuis le sommet de Genève. Depuis 2006, le suivi est effectué par des forums annuels.

### Réduction de la fracture numérique en France
En France, l'État a lancé en 2008 un plan de réduction de la fracture numérique, Ordi 2.0, qui permet de développer une filière nationale de collecte, de reconditionnement et de redistribution des ordinateurs, dans une démarche d'économie solidaire et de qualité environnementale. Elle permet d'accélérer l’équipement à bas prix des publics en difficulté économique.
Cependant, la baisse constante du prix des matériels neufs, l'apparition de machines d'entrée de gamme très bon marché (netbook) fragilise le modèle économique du reconditionnement qui repose de plus en plus sur le financement public, via l'insertion par l'activité économique.

## Applications croisées sur les trois piliers du développement durable
Les techniques de l'internet et la Toile mondiale permettent de structurer des réseaux de compétence.
En France, la loi relative aux nouvelles régulations économiques demande depuis 2002 aux entreprises cotées de rendre compte des conséquences environnementales et sociales de leurs activités.
Toujours en France, la loi Grenelle II rend les informations environnementales et sociales obligatoires.
Le développement durable pose le défi de gérer une grande quantité d'informations non structurées. Les ressources informatiques (textes, sons, images) peuvent être indexées avec des métadonnées dans le web sémantique ; différentes organisations aux États-Unis et en Europe ont lancé des programmes sur les métadonnées, pour l'environnement et des secteurs connexes (voir domaines d'application des métadonnées). L'Environmental Protection Agency et l'Agence européenne de l'environnement utilisent déjà des registres de métadonnées ;
Les enjeux de la valorisation des informations non structurées exprimées en langage naturel dans le Web 2.0 (quelquefois appelé aussi web participatif] sont, pour les entreprises et les administrations : l'anticipation, la maîtrise des coûts ; le respect de la conformité légale ; la continuité et la gestion des risques.
Selon certains experts du logiciel libre et du développement durable, les deux mouvements sont animés par des valeurs et une philosophie similaires.

## Système d'information durable

### Défis du développement durable vis-à-vis du système d'information
Les principes du développement durable auront à plus long terme des conséquences plus profondes sur l'architecture des systèmes d'information des organisations. Celles-ci ont en effet à affronter plusieurs défis :
- faire face à l'augmentation des données et des informations : l'explosion des données croît rapidement, en particulier grâce à l'internet, mais également de nos jours avec l'explosion des réseaux sociaux et des IoT ;
- gérer une nouvelle relation avec les clients, consommateurs ou usagers : le modèle de croissance hérité de la révolution industrielle, articulé autour d'un cycle court entre l'acquisition et la dépréciation des biens, n'est pas compatible avec l'objectif du développement durable ; il faut maintenant produire, non pas plus mais mieux, des biens qui peuvent se modifier au cours de leur vie afin de s'adapter aux nouvelles attentes des consommateurs, ce qui consiste à passer d'une économie linéaire à une économie circulaire.
- respecter des réglementations plus nombreuses et complexes : des informations justes et partagées doivent fournir la vérité de l'efficacité écologique des organisations ; le marché est insuffisant pour y parvenir ; les États sont donc amenés à édicter des réglementations de plus en plus exigeantes dans les domaines du respect de l'environnement, de la transparence financière, des exigences sociales, data privacy (RGPD), accessibilité (RGAA), etc.[105].

Dans ce contexte, l'informatique existante est un frein pour le développement durable, car les outils informatiques figent les organisations dans un modèle d'exécution difficile à faire évoluer. L'industrie informatique subit une fin de cycle historique, car le système d'information des organisations empile des couches techniques hétérogènes, qui font cohabiter des décennies d'innovations, allant des grands ordinateurs centraux des années 1970-1980, à la micro-informatique des années 1990, puis à l'internet des années 2000. De fausses solutions consisteraient à ajouter de nouveaux logiciels et bases de données en complément de l'existant, tout comme à remplacer une partie du système par un développement spécifique ou l'achat d'un progiciel.

### Principes et structure de l'architecture du SI durable
Le système d'information durable doit s'appuyer sur quelques principes simples :
- reposer sur des données partagées, fiables et d'une qualité totale : signification unifiée, valorisation et fiabilité garanties, sécurité et traçabilité des accès ;
- respecter des règles de gestion qui exploitent ces données partagées, et qui ne soient pas codées en dur dans les langages informatiques ;
- définir des processus qui distribuent les règles auprès des acteurs internes et externes à l'organisation[107]
- disposer d'une politique d'achat numérique responsable en basant la sélection des produits sur des éco-labels
- disposer d'infrastructure et de matériels dont l'obsolescence et la consommation énergétique doivent être optimisés

Pour cela, l'architecture des systèmes d'information doit être structurée autour de trois référentiels métiers :
- la gestion des données de référence (MDM) ;
- le système de gestion de règles métier (BRMS) ;
- la gestion des processus métier (BPM).

Le croisement de ces trois référentiels constitue la chaîne d'agilité ou ACMS (Agility Chain Management System). La force de cette chaîne est égale à son maillon le plus faible, autrement dit, si l'un des référentiels manque, la chaîne dans son ensemble est inefficace.

### Données ouvertes et liées
Selon Denise Recheis, experte autrichienne en gestion des connaissances, du clean energy info portal : « Le Clean Energy info portal www.reegle.info et le wiki Energy Info www.openEI.org, se voient comme des passerelles vers une mine d'informations sur les problématiques d'énergies renouvelables, d'efficacité énergétique et de changement climatique. Ils sont hébergés respectivement par REEEP (Renewabel Energy and Energy Efficiency Partnership) et NREL (National Renewable Energy Laboratory). Ces deux organisations ont un engagement fort sur l'idée des données ouvertes et liées (Linked Open Data ou LOD) et en ont intégré les principes essentiels ».
Selon Mihaela Mathieu, Antoine Zimmermann, Olivier Boissier, et Philippe Beaune, de l'ENSM-SE, la puissance des données ouvertes et liées peut beaucoup apporter à la dynamique du développement durable. « Mais la quasi-totalité des données ouvertes et liées se situe dans la sphère anglophone. Bien que les données puissent - doivent même - être liées au-delà des frontières linguistiques, la francophonie a tout intérêt à exister, sans tarder, dans ce nouvel espace ».